# Ribadavia

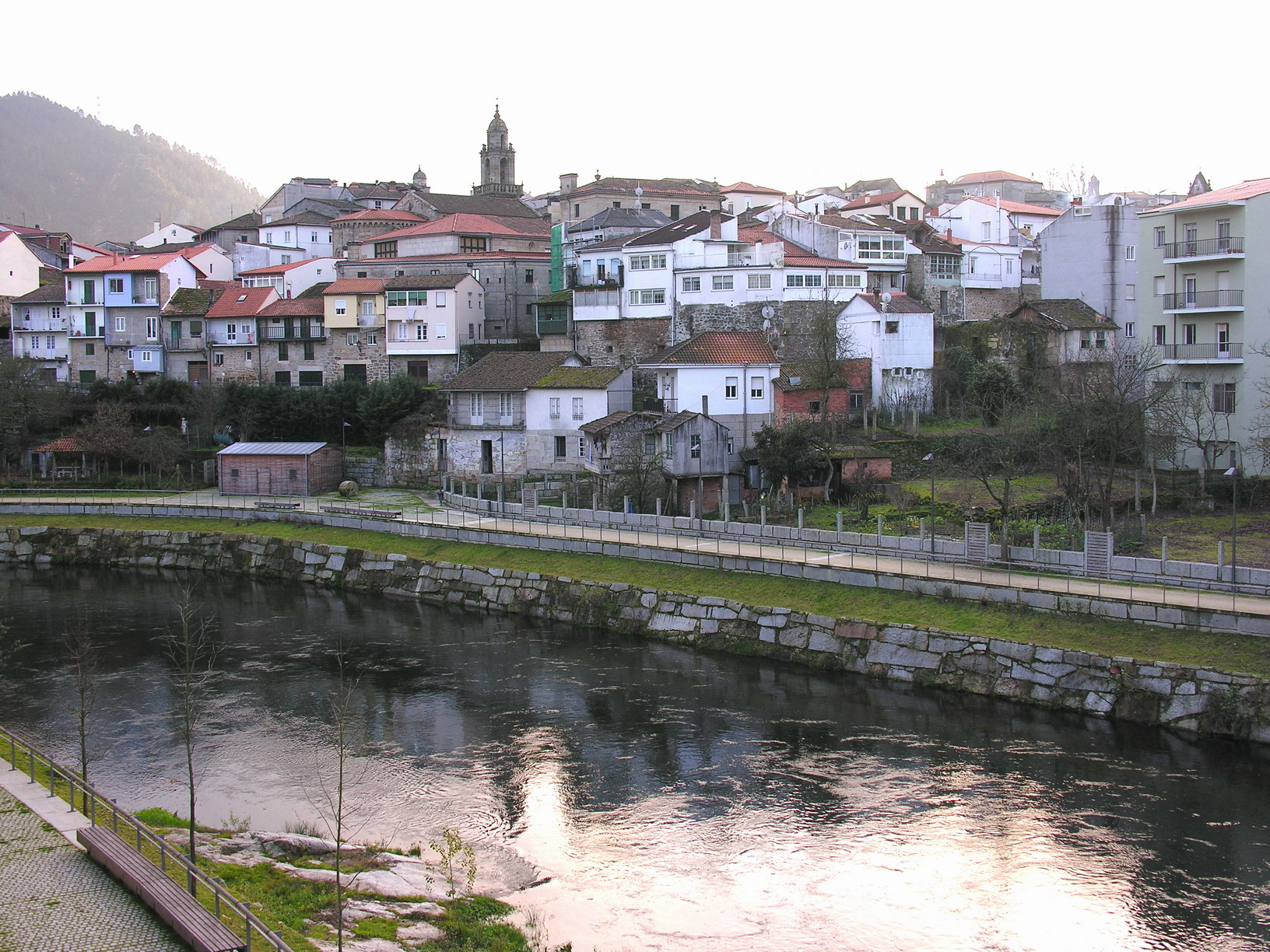
Ribadavia aan de Rio Avia

Ribadavia is een gemeente in de Spaanse provincie Ourense in de regio Galicië met een oppervlakte van 25 km². Ribadavia maakt deel uit van de comarca do Ribeiro, bekend om zijn velen soorten wijn.

## Geografie
Ribadavia ligt in de Comarca O Ribeiro, een gebied dat vooral bekend is door de goede omstandigheden voor wijnproductie. Het gebied is erg groen en er valt gemiddeld veel regen, waardoor de druiven goed kunnen groeien. Het gebied wordt doorkruist door de rivier de Miño en verschillende vertakkingen van deze rivier.

## Festa da Istoria
Een van de grootste festivals in Galicia vindt plaats in Ribadavia. O Festa da Istoria, het feest der geschiedenis, brengt Ribadavia voor enkele dagen terug naar de middeleeuwen. De belangrijkste dag van het festival vindt elk jaar plaats op de laatste zaterdag van Augustus, voorafgaand door enkele dagen vol andere festiviteiten. De mensen uit het dorp gaan verkleed over straat en spelen belangrijke momenten uit de geschiedenis van Ribadavia na, zoals een heus middeleeuws toernooi. Elk jaar trekt het Festa da Istoria zo'n 40.000 bezoekers, ongeveer tien keer zoveel personen als het dorp inwoners heeft.

## Parochies
- Campo Redondo (Santo André)
- Esposende (Santiago)
- Francelos (Santa María Magdalena)
- Ribadavia (San Domingos de Fóra)
- Ribadavia (San Domingos)
- San Cristovo de Regodeigón (San Cristovo)
- Sanín (San Pedro)
- Ventosela (San Paio)

## Demografische ontwikkeling
Bron: INE, 1857-2011: volkstellingen
Opm.: In 1960 werd Carballeda de Avia een zelfstandige gemeente

## Foto's

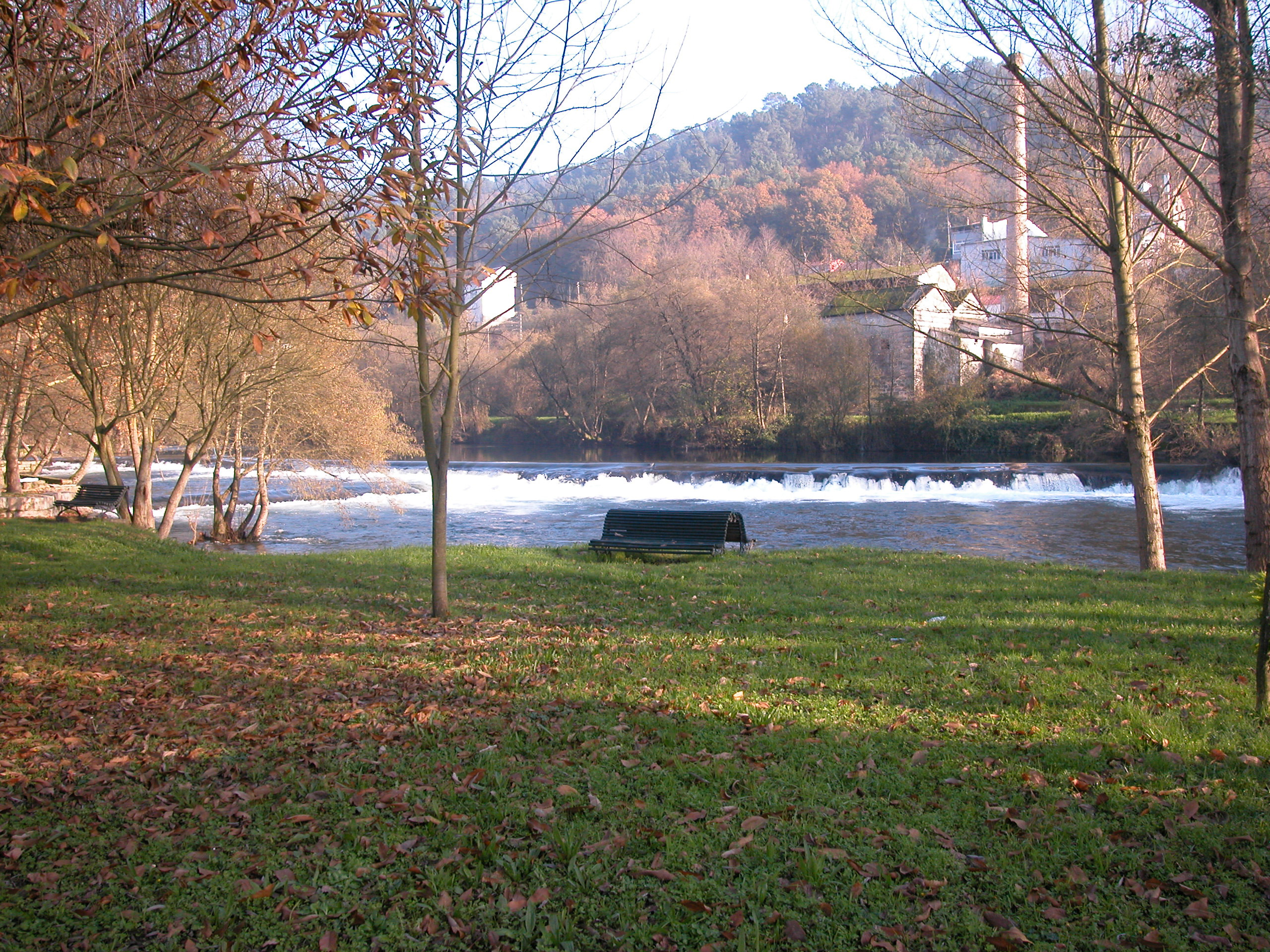
Ribadavia. Río Avia en Beronza
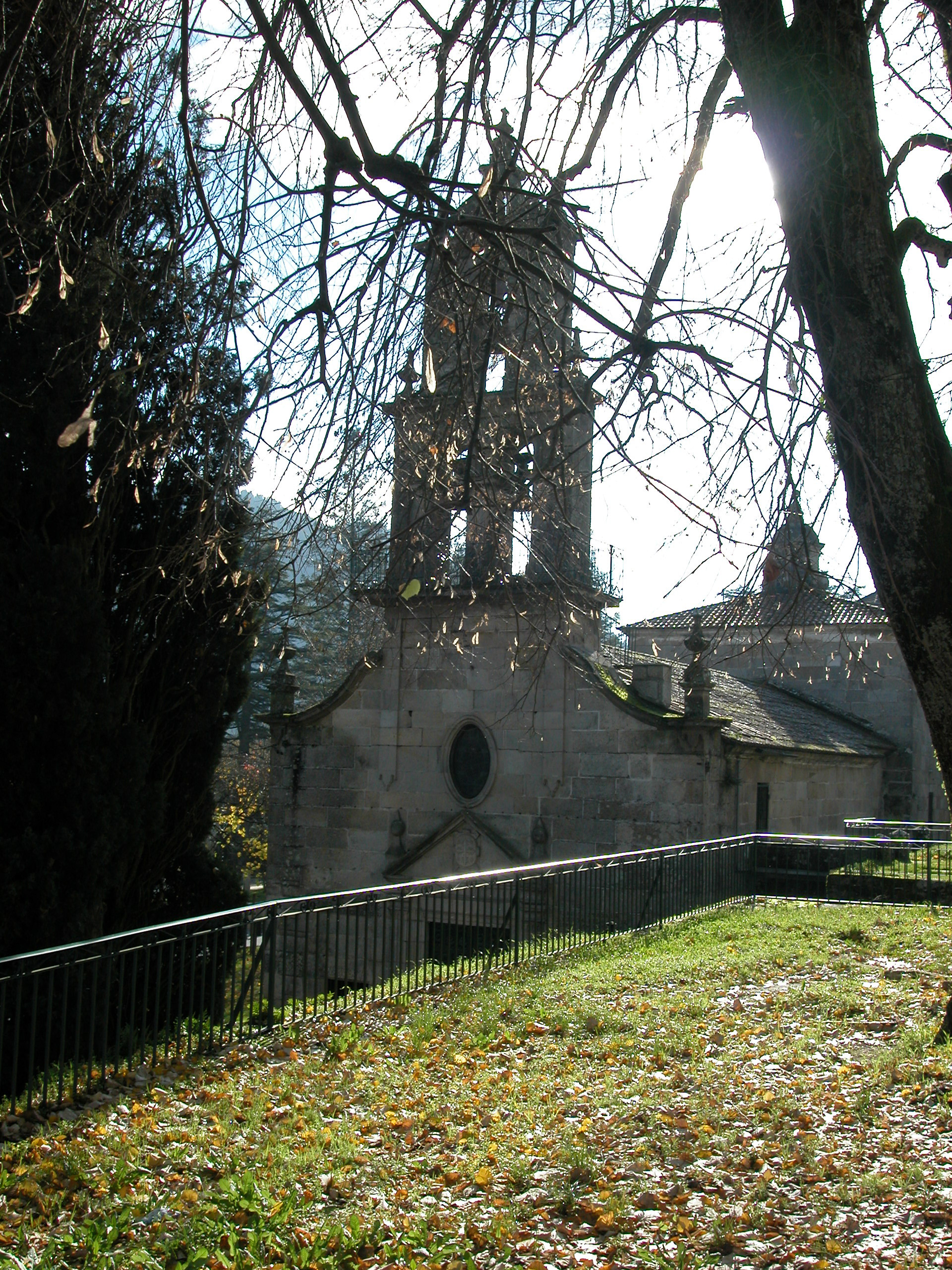
Ribadavia. Beeld van de 'Virgen del Portal' (Beschermster van Ribeiro).
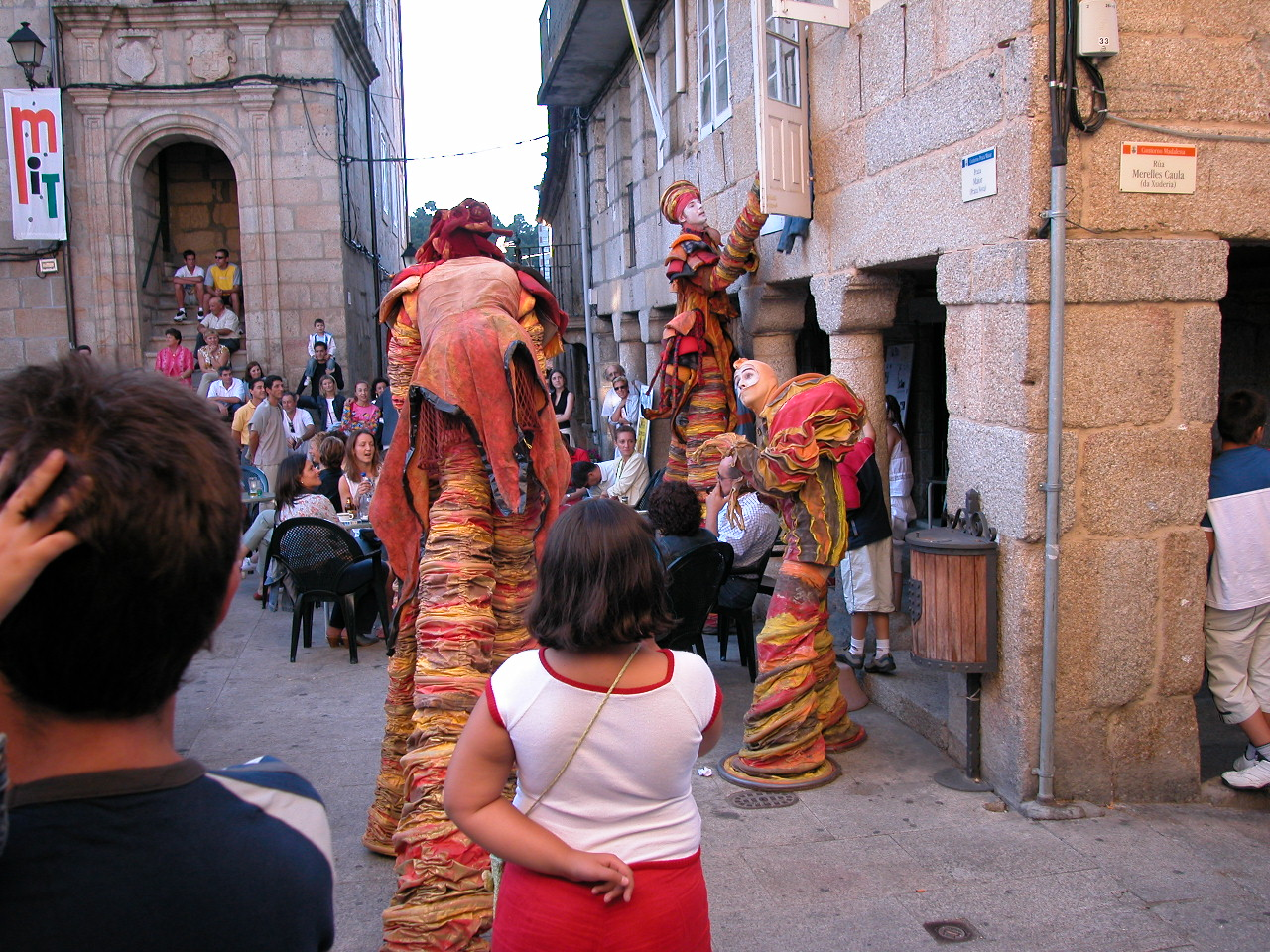
MIT 2003. Kindertheater op de straat. Plaza Mayor in Ribadavia
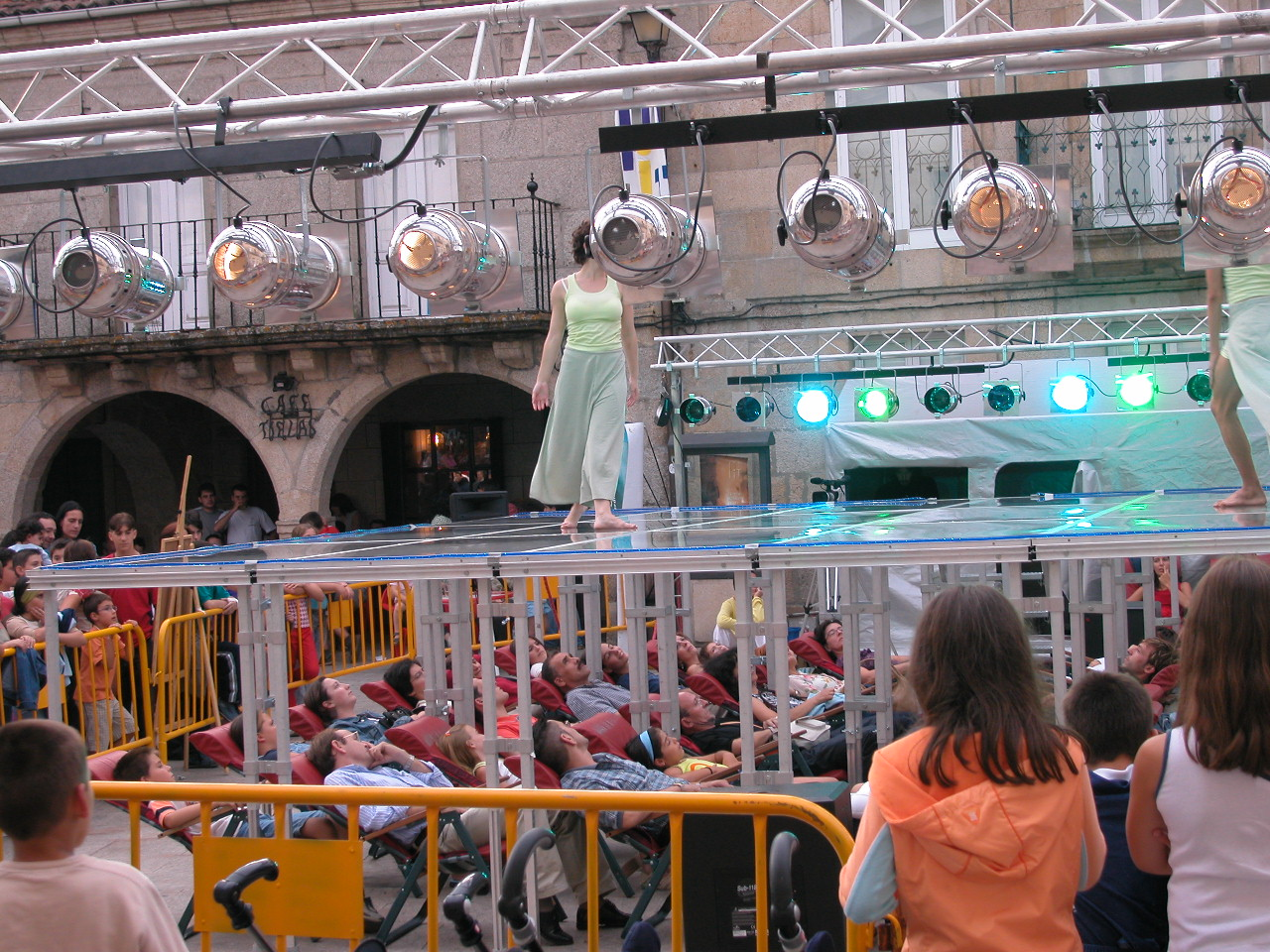
MIT 2003. Straattheater. Plaza Mayor in Ribadavia
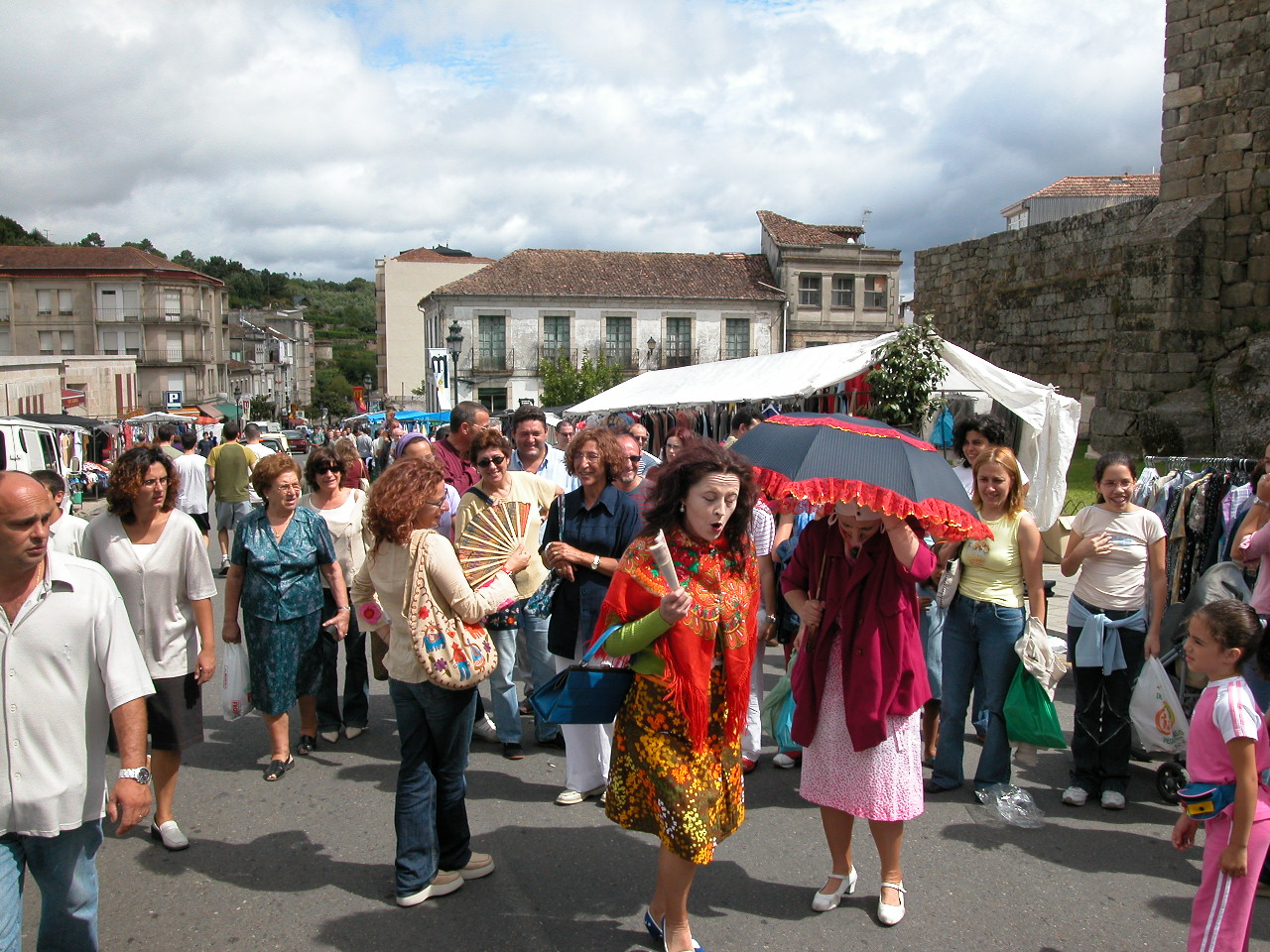
MIT 2003. Straattheater. "As Marías" op een feestdag in Ribadavia
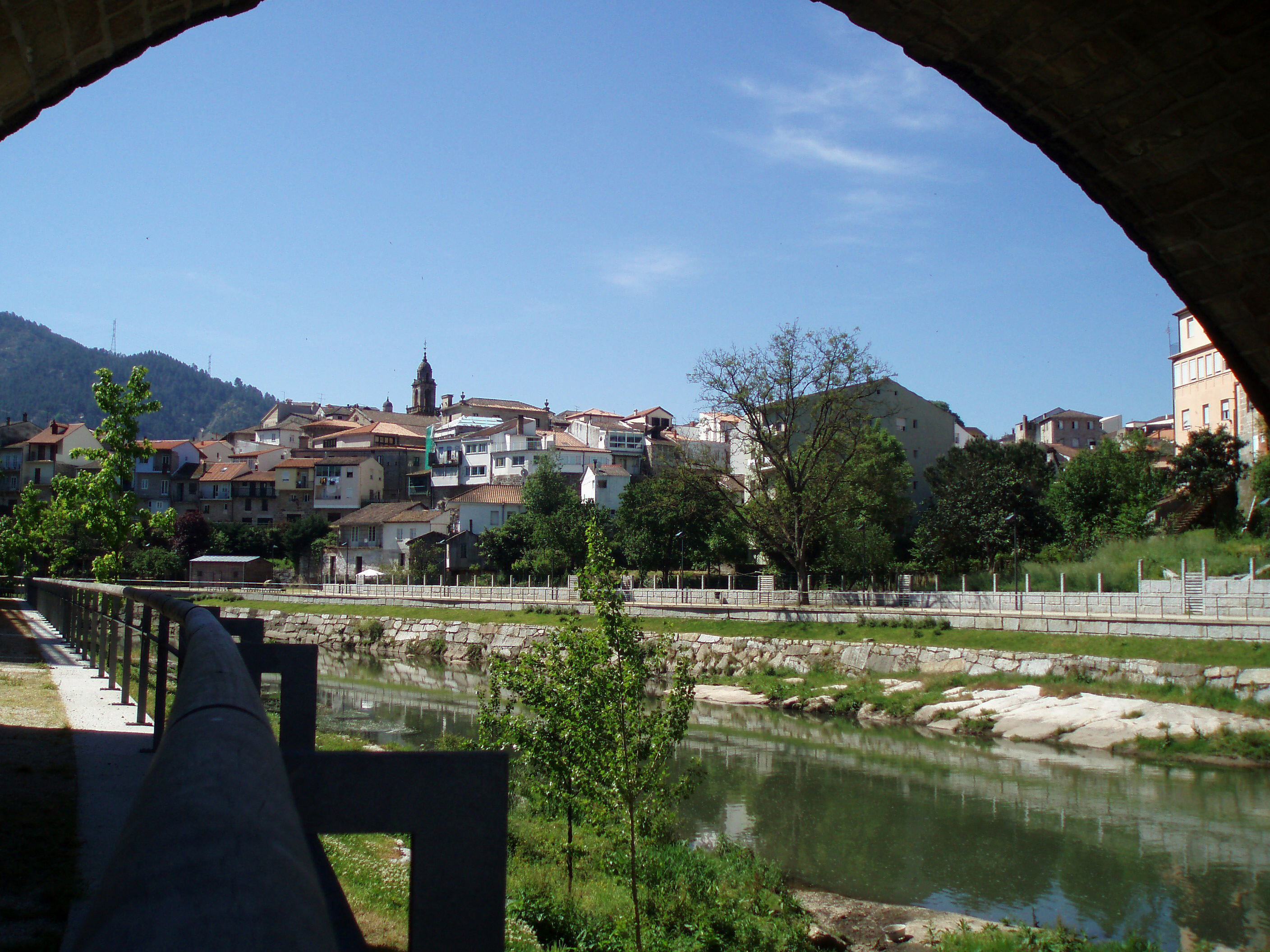
De San Franciscobrug over de Río Avia
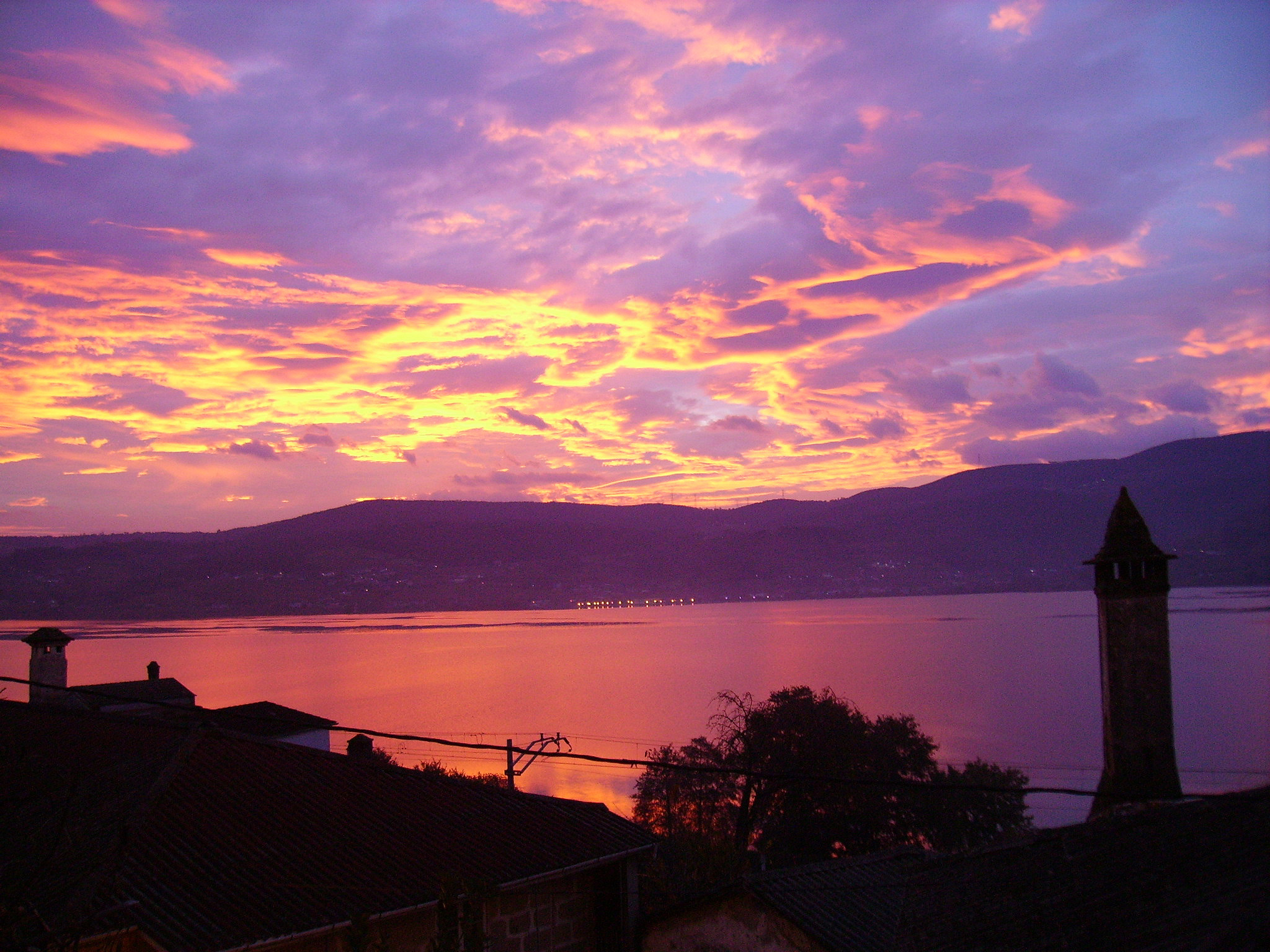
Uitzicht over de Río Miño vanaf Valdepereira
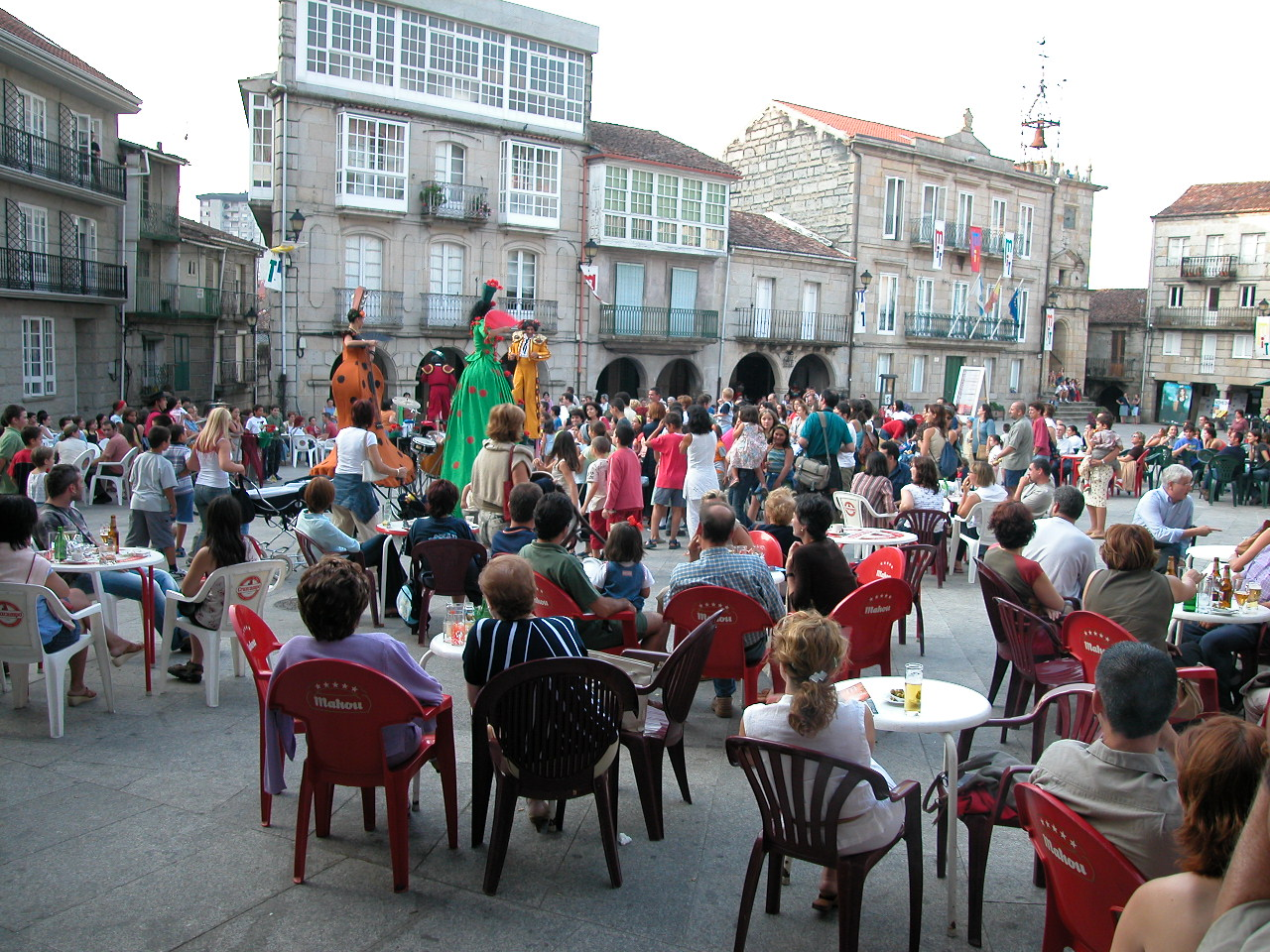
Ribadavia. Mostra 2003
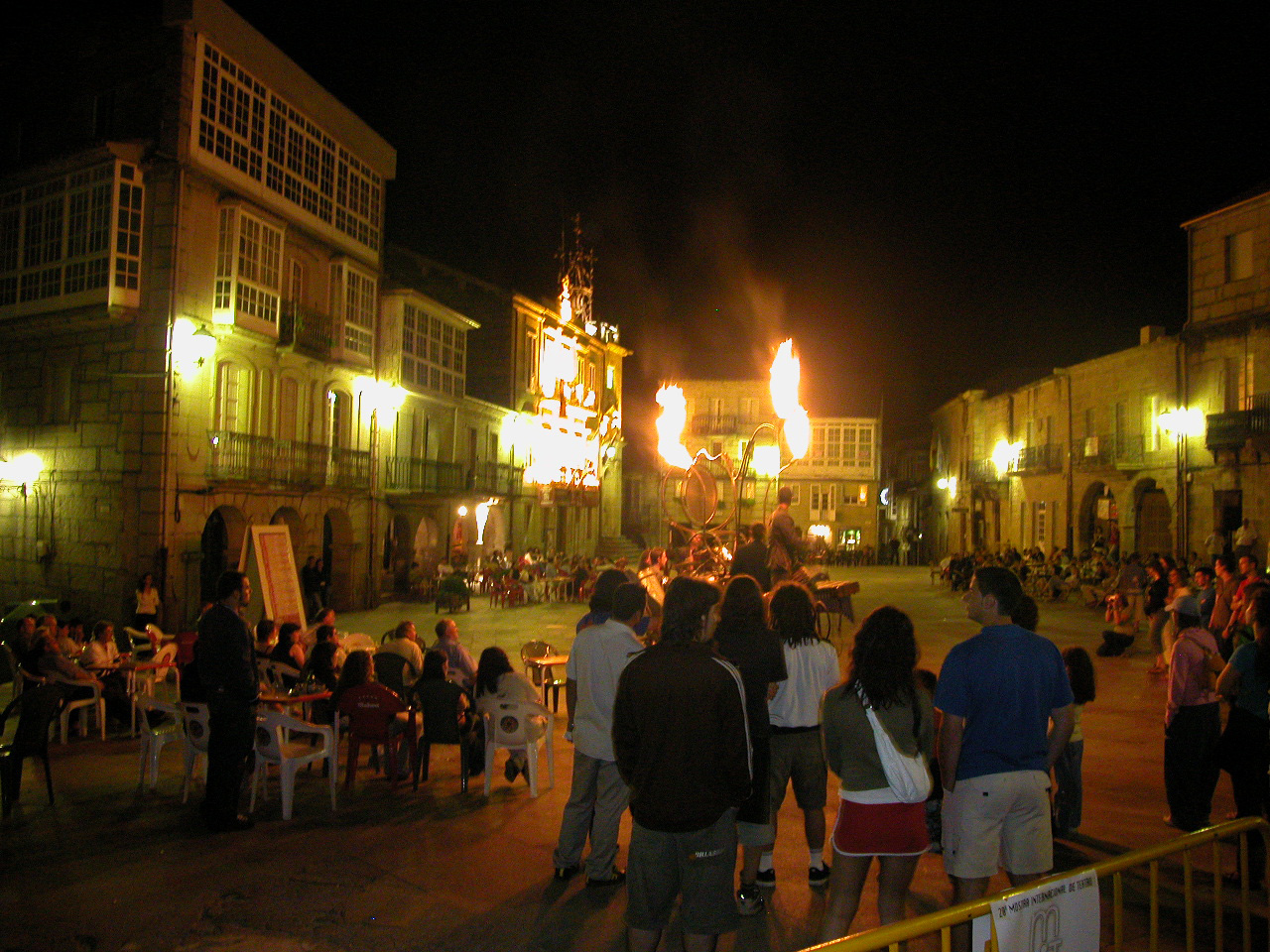
Ribadavia. Mostra 2004
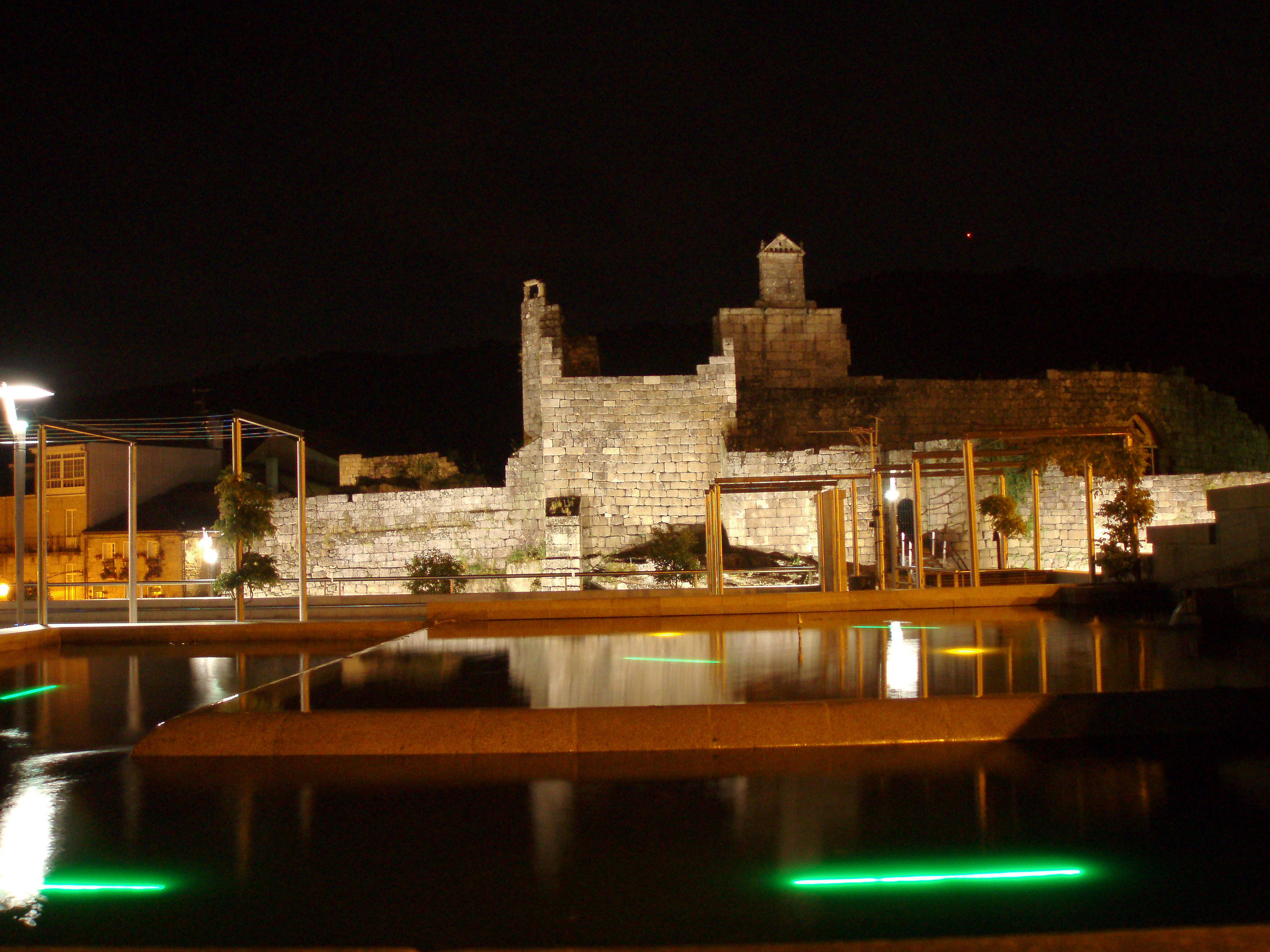
Ribadavia. Castillo bij nacht
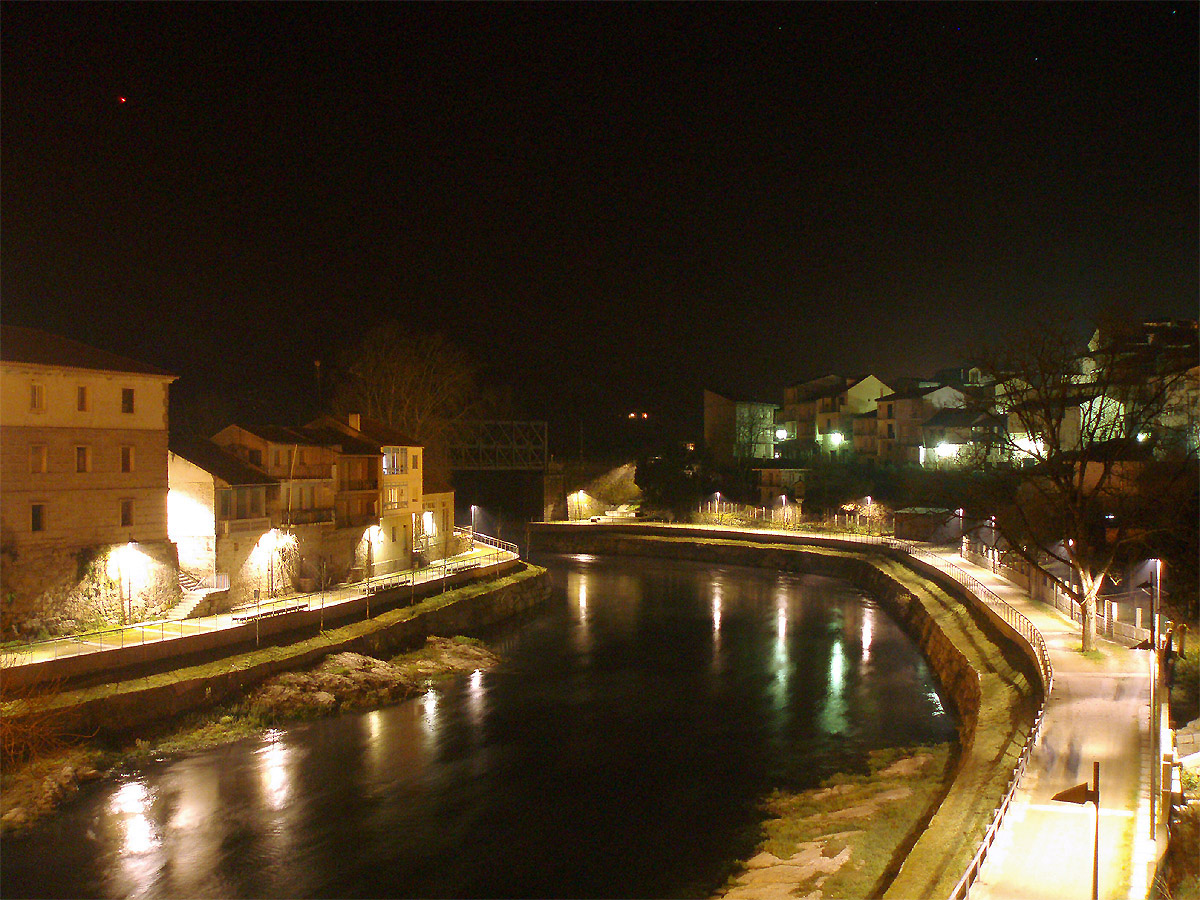
Río Avia bij nacht
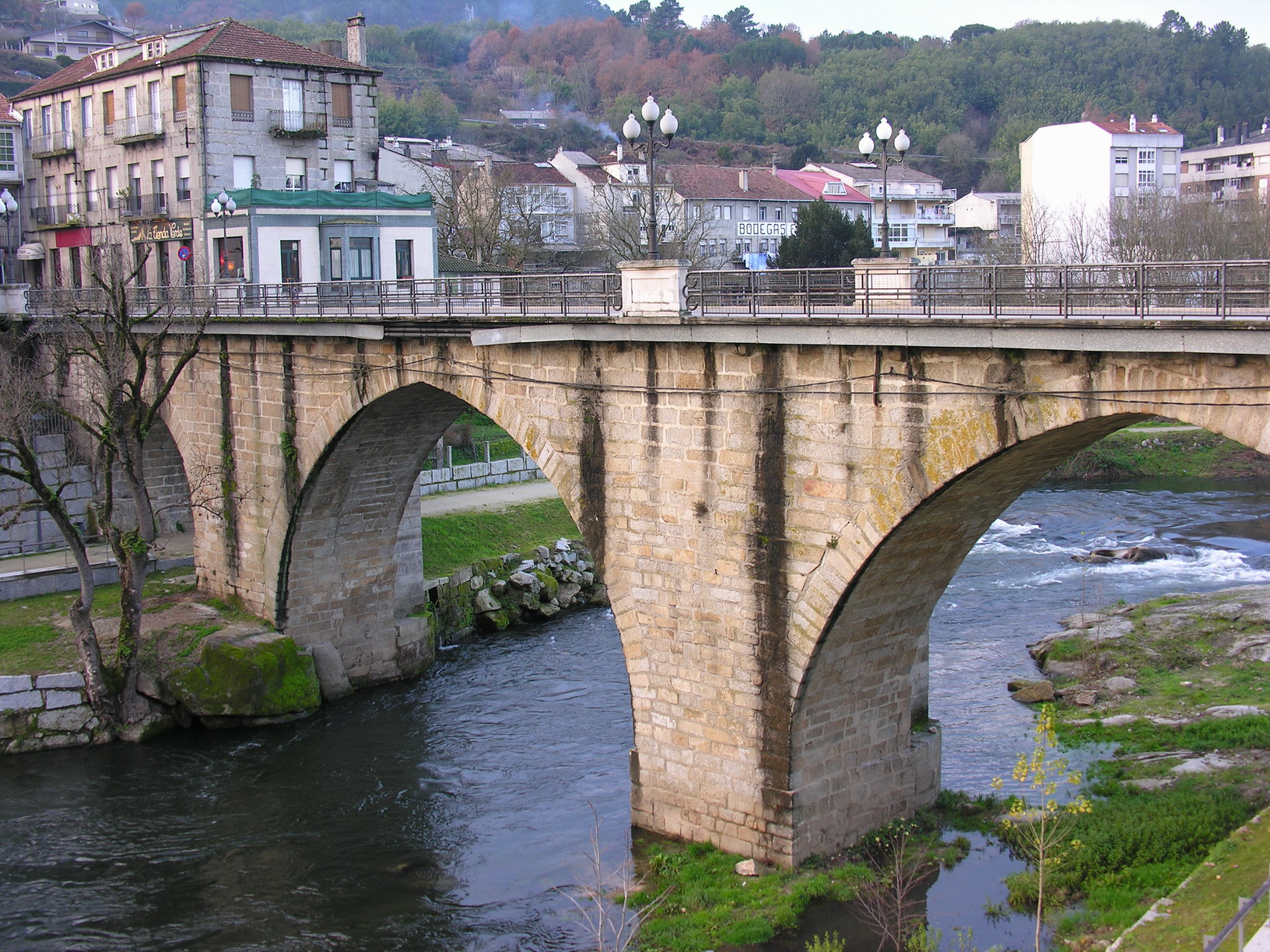
Río Avia in Ribadavia
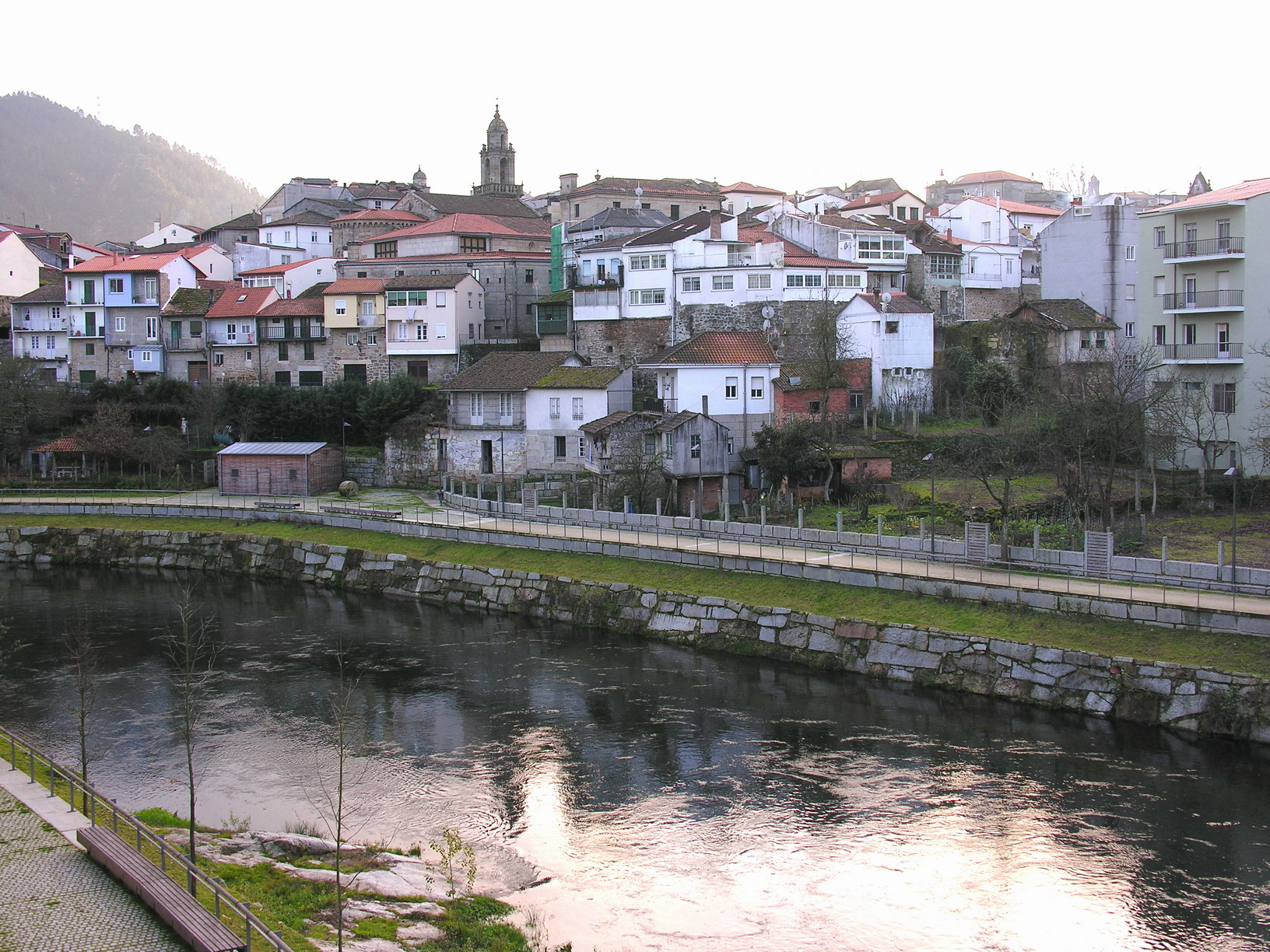
Ribadavia. Río Avia
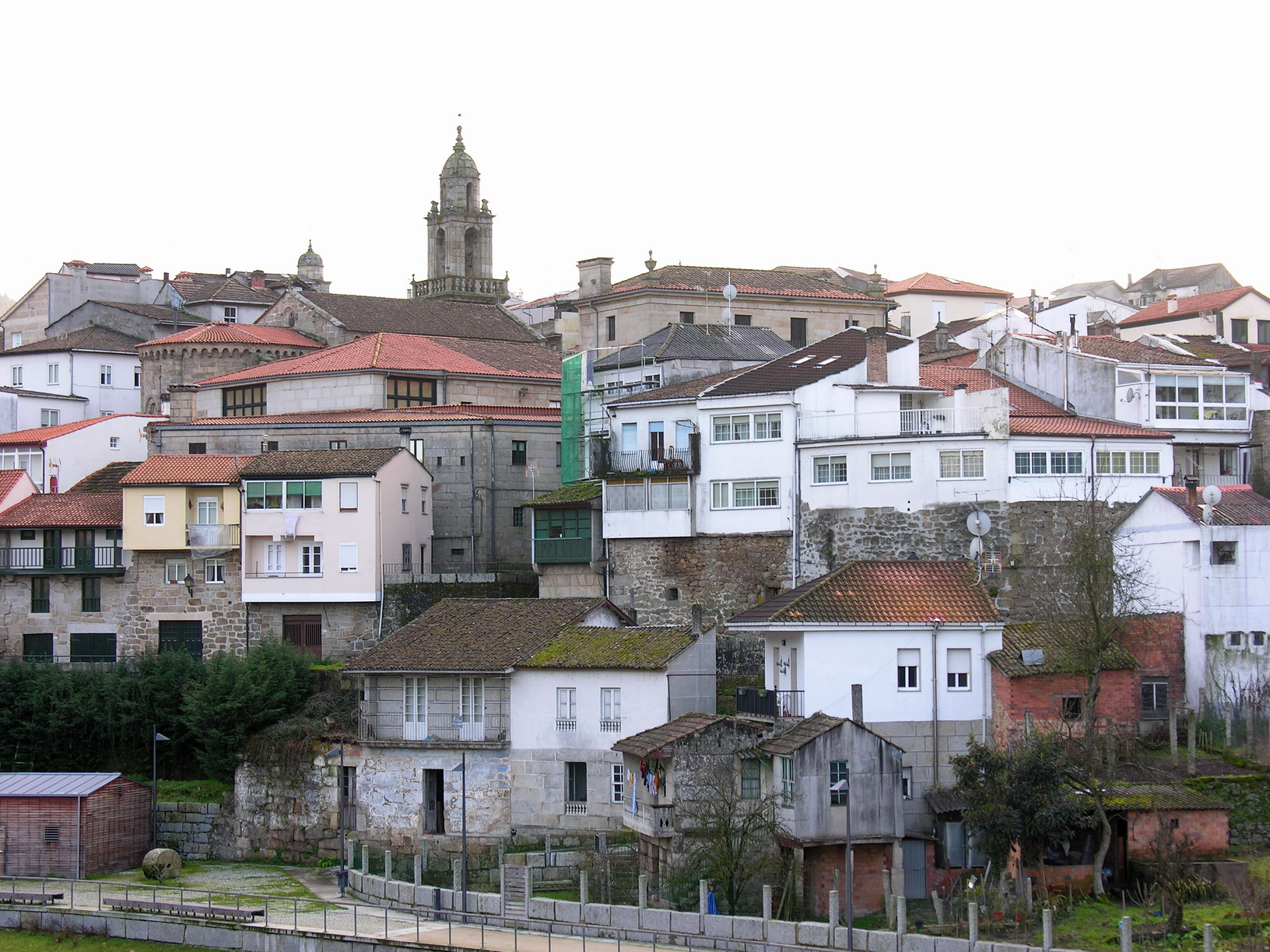
Ribadavia
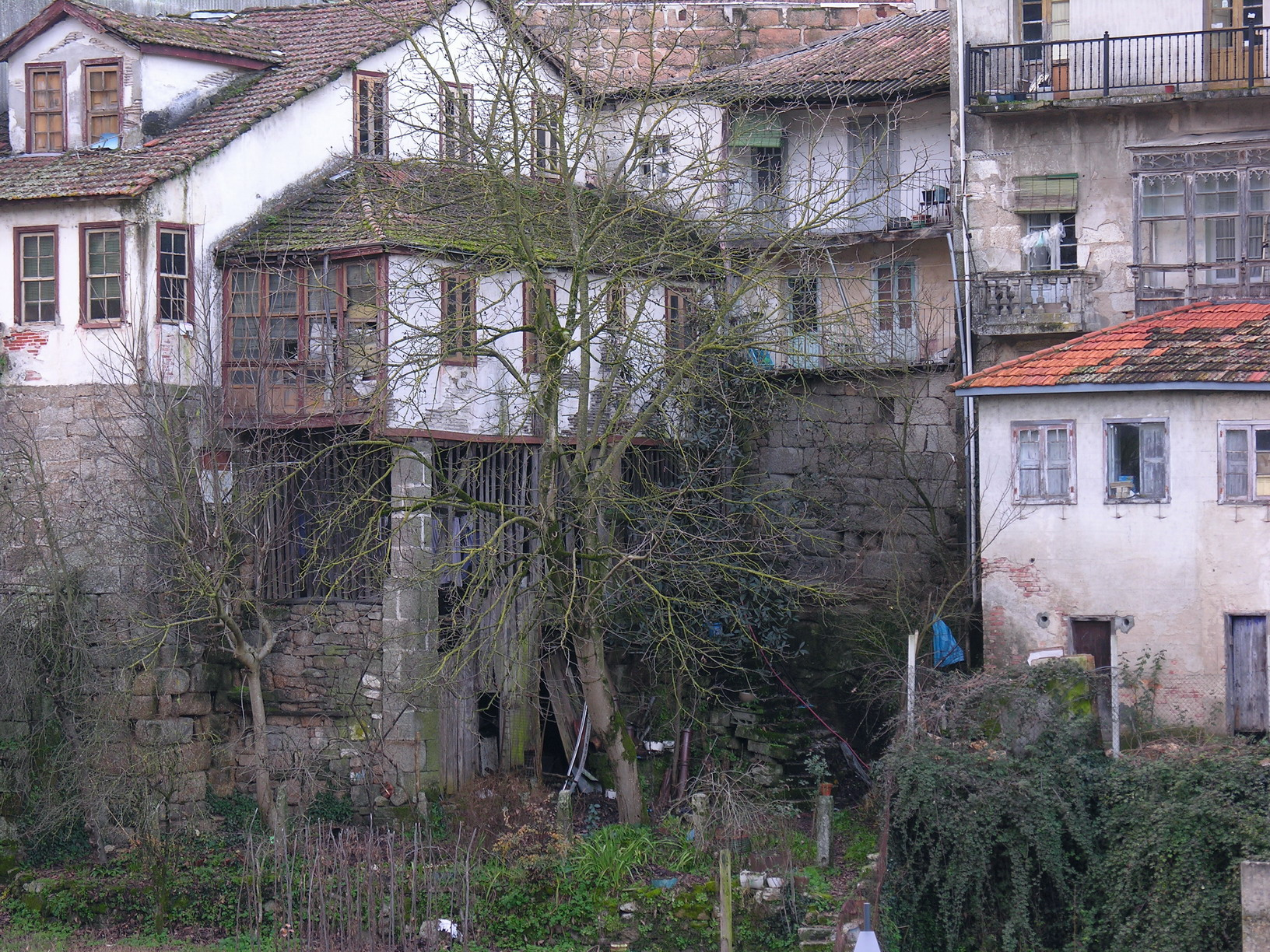
Woningen